# Dolichopus propinquus
Dolichopus propinquus är en tvåvingeart som beskrevs av Zetterstedt 1852. Dolichopus propinquus ingår i släktet Dolichopus och familjen styltflugor. Arten är reproducerande i Sverige. Inga underarter finns listade i Catalogue of Life.